# Carex jamesonii
Carex jamesonii är en halvgräsart som beskrevs av Francis M.B. Boott. Carex jamesonii ingår i släktet starrar, och familjen halvgräs.

## Underarter
Arten delas in i följande underarter:
- C. j. gracilis
- C. j. jamesonii
- C. j. melanosperma